# República de Natal
La República de Natal o Natàlia fou un estat bòer de curta durada a l'actual territori de KwaZulu-Natal, establit el 1839 pels voortrekkers de parla afrikaans.
Habitada originàriament pels zulu, va rebre aquest nom dels mariners portuguesos que hi arribaren en el segle xvi.

## Història
El 3 de febrer del 1838 Piet Retief marxà a Natal i s'entrevistà amb el cap dels zulu, Dingaan. Durant l'entrevista els zulú mataren 41 homes, entre ells el mateix Retief, 56 dones, 185 nens bòers, endemés de 250 coloured. Pel desembre del mateix any Andries Pretorius (1799-1853) aplegà els supervivents vora el riu Ncome (Covenant Jurament) i amb 530 bòers s'enfrontà als 12.000 zulus de Dingaan. Són vençuts gràcies al suport que reberen del seu germà Mpande, que aspirava al tron, i Dingaan morí en la batalla. Es constituirà un consell polític que serà dirigit per Gerd Maritz i Karel Pieter Landman (1796-1875) fins al 12 d'octubre del 1838.
El 1839 els Jerusalemgangers, afrikaners seguidors del fonamentalista religiós Johann Adam Enslin, fundaren Nylstrom (de Nylzyn oog 'ull del Nil'), el punt més septentrional assolit pels boers. Pretorius fundà la república Independent de Natàlia, de la qual serà nomenat president i comandant general, i s'instal·là vora Durban. Per altra banda, Potgieter i Gerd Maritz fundaren una nova ciutat, Pietermaritzburg. El 1839 també es constituirà un raad boer, assemblea legislativa de la nova república.
El 1840 Potgieter fundà l'Associació Bàtavo-Africana de Natal per a fomentar la població de la colònia, però el 1843 els britànics s'annexaren el territori a la corona convertint el territori en la Colònia de Natal fins a l'establiment de la Unió Sud-africana, en la que conformà la Província de Natal. Oferiren 3.000 hectàrees a tots els boers que s'hi quedessin, però aquests agafaren les pertinences i tornaren a Potchefstroom amb Potgieter i Pretorius, on seran rebuts com a herois.